# Myrmelastes rufifacies
A Myrmelastes rufifacies a madarak osztályának verébalakúak (Passeriformes) rendjébe és a hangyászmadárfélék (Thamnophilidae) családjába tartozó faj.

## Rendszerezése
A fajt Carl Eduard Hellmayr osztrák ornitológus írta le 1929-ben, Schistocichla leucostigma rufifacies néven. Besorolása vitatott, egyes szervezetek a Schistocichla nembe helyezik Schistocichla rufifacies néven.

## Előfordulása
Az Amazonas-medencében, Brazília területén honos. Természetes élőhelyei a szubtrópusi vagy trópusi síkvidéki esőerdők és mocsári erdők, folyók és patakok környékén. Állandó, nem vonuló faj.

## Természetvédelmi helyzete
Elterjedési területe nagyon nagy, egyedszáma pedig stabil. A Természetvédelmi Világszövetség Vörös listáján nem fenyegetett fajként szerepel.